# Kazachstánská hokejová reprezentace

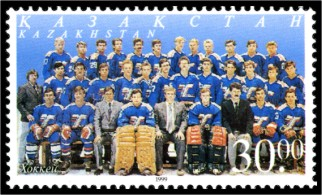
Kazachstánská poštovní známka z roku 1999 zobrazující dobovou hokejovou reprezentaci

Kazachstánskou hokejovou reprezentaci kontroluje Kazachstánská federace ledního hokeje. Kazachstán se v roce 2017 umístil na 17. místě světového žebříčku, v roce 2021 to bylo už na 13. místě. Na svých prvních Olympijských hrách v roce 1998 vyhráli ve své kvalifikační skupině a skončili na 8. místě. V Kazachstánu je v současnosti[kdy?] zaregistrováno 1 800 hráčů (0,01 % populace). Historicky první utkání proti České republice sehrál Kazachstán 26. dubna 2004 v Praze v rámci MS 2004, kde prohrál 0:7. Největším úspěchem reprezentace je 10. místo z MS 2021.

## Zimní olympijské hry
| Hokej na ZOH | Místo ZOH       | Umístění | Soupisky |
| ------------ | --------------- | -------- | -------- |
| ZOH – 1998   | Japonsko Nagano | 8. místo | Soupiska |
| ZOH – 2006   | Itálie Turín    | 9. místo | Soupiska |

## Mistrovství světa
- skupina B nebo • divize 1
- skupina C
- Legenda: červené podbarvení - sestup, zelené podbarvení - postup, fialové podbarvení - reorganizace, změna skupiny či soutěže

| Hokej na MS  | Místo turnaje                         | Umístění                         | Soupisky |
| ------------ | ------------------------------------- | -------------------------------- | -------- |
| MS – 1993 C  | Slovinsko Bled a Lublaň               | Bronzová medaile                 |          |
| MS – 1994 C  | Slovensko Poprad a Spišská Nová Ves   | 4. místo                         |          |
| MS – 1995 C  | Švédsko                               | Stříbrná medaile                 |          |
| MS – 1996 C  | Rakousko                              | Zlatá medaile                    |          |
| MS – 1997 B  | Polsko Katovice a Sosnovec            | Stříbrná medaile                 |          |
| MS – 1998    | Švýcarsko Curych a Basilej            | 16. místo                        |          |
| MS – 1999 B  | Dánsko Odense a Rødovre               | Bronzová medaile                 |          |
| MS – 2000 B  | Polsko Krakov a Katovice              | Stříbrná medaile                 |          |
| MS – 2001 D1 | Slovinsko                             | Bronzová medaile                 |          |
| MS – 2002 D1 | Nizozemsko                            | Bronzová medaile                 |          |
| MS – 2003 D1 | Maďarsko                              | místo (postup)                   |          |
| MS – 2004    | Česko Praha a Ostrava                 | 13. místo                        |          |
| MS – 2005    | Rakousko Vídeň a Innsbruck            | 12. místo                        |          |
| MS – 2006    | Lotyšsko Riga                         | 15. místo (sestup)               |          |
| MS – 2007 D1 | Čína                                  | Bronzová medaile                 |          |
| MS – 2008 D1 | Rakousko                              | Stříbrná medaile                 |          |
| MS – 2009 D1 | Litva                                 | místo (postup)                   |          |
| MS – 2010    | Německo                               | 16. místo (sestup)               |          |
| MS – 2011 D1 | Ukrajina                              | místo (postup)                   |          |
| MS – 2012    | Finsko a Švédsko                      | 16. místo (sestup)               | Soupiska |
| MS – 2013 D1 | Maďarsko                              | místo (postup)                   |          |
| MS – 2014    | Bělorusko Minsk                       | 16. místo (sestup)               | Soupiska |
| MS – 2015 D1 | Polsko                                | místo (postup)                   |          |
| MS – 2016    | Rusko Moskva a Petrohrad              | 16. místo (sestup)               | Soupiska |
| MS – 2017 D1 | Ukrajina                              | 3. místo                         |          |
| MS – 2018 D1 | Maďarsko                              | 3. místo                         |          |
| MS – 2019 D1 | Kazachstán a Estonsko                 | místo (postup)                   |          |
| MS – 2020 D1 | Švýcarsko Curych a Lausanne           | Zrušeno kvůli pandemii covidu-19 |          |
| MS – 2021    | Lotyšsko Riga                         | 10. místo                        | Soupiska |
| MS – 2022    | Finsko Helsinky a Tampere             | 14. místo                        | Soupiska |
| MS – 2023    | Lotyšsko a Finsko (Riga, Tampere)     | 11. místo                        | Soupiska |
| MS – 2024    | Česko (Praha, Ostrava)                | 12. místo                        | Soupiska |
| MS – 2025    | Švédsko a Dánsko (Stockholm, Herning) | 15. místo (sestup)               | Soupiska |

## Galerie dresů reprezentace
| MS 1998 | ZOH 1998 a MS 1999–2000 | MS 2014 | MS 2021 | MS 2022 |
|         |                         |         |         |         |

## Hlavní trenéři
| - 1993–1994 Vladimir Golc - 1994–1995 Vladimir Kopcov - 1996–2002 Boris Alexandrov - 2003–2006 Nikolaj Myšagin - 2007–2007 Anatolij Kartajev - 2007–2009 Jerlan Sagymbajev - 2009–2010 Andrej Šajanov - 2010–2011 Andrej Chomutov - 2011–2012 Andrej Šajanov - 2012–2013 Vladimir Krikunov - 2013–2014 Ari-Pekka Selin - 2014–2016 Andrej Nazarov | - 2016–2017 Eduard Zankovec - 2017–2018 Galym Mambetalijev - 2018–2020 Andrej Skabelka - 2020–2022 Jurij Michajlis - 2022– Andrej Skabelka - 2023–2024 Galym Mambetalijev - 2024 David Nemirovsky - 2024–? Galym Mambetalijev - ? Oleg Boljakin |